# PPP1R3C
PPP1R3C‏ (Protein phosphatase 1 regulatory subunit 3C) هوَ بروتين يُشَفر بواسطة جين PPP1R3C في الإنسان.